# Urbachtal
Urbachtal är en dal i Schweiz. Den ligger i kantonen Bern, i den centrala delen av landet. Dalgången bildas av vattendraget Urbachwasser.
I Urbachtal förekommer i huvudsak gräsmarker och blandskog.